# Fernmeldeturm Münster
Der Fernmeldeturm Münster ist ein in den Jahren 1985/86 vom Bauunternehmen Oevermann erbauter Fernmeldeturm in Stahlbetonbauweise im westfälischen Münster. Er ist ein Nachbau des 1975 fertiggestellten Fernmeldeturmes Kiel. Der Turm hat eine Gesamthöhe von 229,5 Metern. Der Betriebsraum des ca. 14.000 Tonnen schweren Turms hat einen Durchmesser von 40 Metern und befindet sich in einer Höhe von 108 Metern.

## Nutzung
Die Sendeeinrichtung der Deutschen Funkturm GmbH (DFMG) trägt die interne Bezeichnung Münster 42. Auf dem Turm befinden sich unter anderem mehrere UKW-Sendeanlagen, Sprechfunkumsetzer für den BOS-Funk und Basisstationen für Mobilfunkanwendungen.
Seit dem 12. Juni 2007 wird vom Fernmeldeturm Münster digitales Fernsehen im DVB-T-Standard ausgestrahlt, seit 25. April 2018 in DVB-T2 HD mit dem ergänzenden privaten Programmangebot von Freenet TV. Dazu wurde am 27. April 2007 per Lastenhubschrauber eine Kupplung für eine neue Antennenkonstruktion auf die Spitze des Turms aufgesetzt. Mit der neuen Antenne, die am 15. Mai 2007 aufgesetzt wurde, erhöhte sich der Turm von seiner ursprünglichen Höhe von 222,5 m auf 229,5 m.
Zudem wurden diverse Richtfunkstrecken für Telefoniedienste unterhalten, die jedoch mehr und mehr von Glasfaserverbindungen abgelöst wurden. Derzeit gibt es nur noch drei wichtige Richtfunkstrecken von Münster aus nach Bielefeld, Schwerte und Haltern am See. Weiterhin beheimatet der Funkturm die automatisch arbeitenden Relaisfunkstellen DBØHH und DBØOVM des Amateurfunkverbandes VFDB-Z14.

## Frequenzen und Programme

### Digitales Fernsehen (DVB-T / DVB-T2)
Im Münsterland erfolgte die Umstellung auf den DVB-T2-Standard mit HEVC Bildcodierung am 25. April 2018. Das private Programmangebot von Freenet TV wird vom Fernmeldeturm Münster im Gleichwellenbetrieb mit Bielefeld (Hünenburg) und Osnabrück (Schinkelturm) gesendet. Optional lassen sich zusätzliche im WDR-Angebot und bei Freenet TV connect als Verknüpfung enthaltene Programme über eine Internetverbindung wiedergeben, falls das Empfangsgerät HbbTV (ab Version 1.5) unterstützt (WDR via IP: ARD alpha HD, BR FS Süd HD, HR-Fernsehen HD, rbb Berlin HD und SR Fernsehen HD).
Folgende DVB-T2-Bouquets werden übertragen:
| Kanal | Frequenz (MHz) | Multiplex                                   | Programme im Multiplex | ERP (kW) | Antennen- diagramm rund (ND)/ gerichtet (D) | Polarisation horizontal (H)/ vertikal (V) | SFN mit |
| ----- | -------------- | ------------------------------------------- | --- | -------- | ------------------------------------------- | ----------------------------------------- | --- |
| 24    | 498            | Freenet TV Mux 1                            | - RTL HD (NRW mit RTL West) - RTL Zwei HD - Super RTL HD - Vox HD - n-tv HD - Nitro HD - Tele 5 HD                                                                                      | 20       | ND                                          | V                                         | Bielefeld (Hünenburg), Münster (Stadt), Osnabrück (Schinkelturm)                                             |
| 27    | 522            | Freenet TV Mux 2                            | - ProSieben HD - Sat.1 HD (NRW mit 17:30 Sat.1) - Kabel Eins HD - ProSieben Maxx HD - Sat.1 Gold HD - Sixx HD - Sport1 HD                                                               | 20       | ND                                          | V                                         | Bielefeld (Hünenburg), Münster (Stadt), Osnabrück (Schinkelturm)                                             |
| 32    | 562            | WDR Mux 2                                   | - Phoenix HD - Tagesschau24 HD - MDR Fernsehen (Sachsen-Anhalt) HD - NDR Fernsehen HD (Niedersachsen) - SWR Fernsehen Rheinland-Pfalz HD                                                | 5        | ND                                          | V                                         | Münster-Baumberge, Münster (Stadt)                                                                           |
| 34    | 578            | WDR Mux 1 (Münster)                         | - Das Erste HD - WDR Fernsehen (Münster) HD - WDR Fernsehen (Dortmund) HD - Arte HD - One HD                                                                                            | 5        | ND                                          | V                                         | Münster-Baumberge, Münster (Stadt)                                                                           |
| 39    | 618            | Freenet TV Mux 3                            | - Welt HD - DMAX HD - Eurosport 1 HD - Disney Channel HD - Nickelodeon HD / CC +1 HD - VOXup HD - Bibel TV (FTA) - QVC (FTA) - QVC Zwei (FTA) - HSE (FTA) - 123tv (FTA) - Shop LC (FTA) | 20       | ND                                          | V                                         | Bielefeld (Hünenburg), Münster (Stadt), Osnabrück (Schinkelturm)                                             |
| 45    | 666            | Gemischter Multiplex von ZDF und Freenet TV | - ZDF HD - 3sat HD - KiKa HD - ZDFneo HD - ZDFinfo HD - Freenet TV connect (HbbTV-Dienst mit mehreren Streams, HbbTV v1.5 erforderlich)                                                 | 5        | ND                                          | V                                         | Lingen, Münster-Baumberge, Münster (Stadt), Osnabrück (Bramsche-Schleptruper Egge), Osnabrück (Schinkelturm) |

 Sendeparameter 
| Verwendet von (HD-Programme pro Mux) | Modulations- verfahren | Coderate | FFT-Modus    | Guard- intervall | Pilottöne       | Datenrate [Mbit/s] |
| ------------------------------------ | ---------------------- | -------- | ------------ | ---------------- | --------------- | ------------------ |
| Freenet TV (5–7)                     | 64-QAM                 | 2/3      | 32k extended | 1/16             | Pilot Pattern 4 | 27,6               |
| ZDF (5)                              | 64-QAM                 | 3/5      | 16k extended | 19/128           | Pilot Pattern 2 | 22,0               |
| WDR Mux I (5)                        | 64-QAM                 | 1/2      | 16k extended | 19/256           | Pilot Pattern 2 | 19,5               |
| WDR Mux II (5)                       | 64-QAM                 | 1/2      | 16k extended | 19/128           | Pilot Pattern 2 | 18,2               |

### Digitales Radio (DAB / DAB+)
Digitaler Hörfunk im DAB+-Standard wird seit dem 27. Juli 2016 ausgestrahlt. Die Übertragung des ersten bundesweiten Multiplexes erfolgt in vertikaler Polarisation im Gleichwellennetz (Single Frequency Network) mit anderen Sendern. Ergänzend ist das landesweite Angebot von audio.digital NRW am 29. Oktober 2021 und der von Antenne Deutschland betriebene zweite bundesweite Multiplex am 6. Dezember 2022 hinzugekommen.
| Block                        | Programme (Datendienste) | ERP (kW) | Antennen- diagramm rund (ND)/ gerichtet (D) | Gleichwellennetz (SFN) |
| ---------------------------- | --- | -------- | ------------------------------------------- | --- |
| 5C DR Deutschland (D__00188) | DAB+ Block der Media Broadcast: - Absolut relax (72 kbps) - Dlf (104 kbps) - Dlf Kultur (112 kbps) - Dlf Nova (104 kbps) - DRadio DokDeb (48 kbps) - Energy Digital (72 kbps) - ERF Plus (64 kbps) - Klassik Radio (72 kbps) - Radio Bob (72 kbps) - Radio Horeb (48 kbps) - Radio Schlagerparadies (64 kbps) - Schwarzwaldradio (64 kbps) - sunshine live (72 kbps) - DRadio Daten (32 kbps Daten) - EPG Deutschland (16 kbps Daten) - TPEG (16 kbps Daten) - TPEG_MM (16 kbps Daten) | 4        | ND                                          | - Baden-Württemberg: Aalen, Baden-Baden (Fremersberg), Bad Mergentheim, Blauen, Brandenkopf, Donaueschingen, Feldberg im Schwarzwald, Freiburg (Vogtsburg-Totenkopf), Geislingen (Oberböhringen), Großerlach (Hohe Brach), Heidelberg (Königstuhl), Heilbronn (Schweinsberg), Hochrhein (Rickenbach), Hornisgrinde, Pforzheim (Schömberg-Langenbrand), Raichberg, Ravensburg (Höchsten), Reutlingen, Stuttgart (Frauenkopf), Ulm (Kuhberg) - Bayern: Amberg (Hirschau), Aschaffenburg (Pfaffenberg), Augsburg (Hotelturm), Bad Tölz (Gaißach), Bamberg (Geisberg), Büttelberg, Brotjacklriegel, Dillberg, Grünten, Herzogstand, Hochberg (Traunstein), Hoher Bogen, Inntal (Ebbs), Ingolstadt (Gelbelsee), Kreuzberg/Rhön, Landshut (Altdorf), München (Olympiaturm), Nennslingen (Büchelberg), Nürnberg, Oberammergau, Ochsenkopf, Passau, Pfänder, Pfaffenhofen, Pfarrkirchen, Pfronten, Regensburg (Hohe Linie), Unterringingen, Untersberg, Wendelstein (Bayrischzell), Würzburg (Frankenwarte) - Berlin: Berlin (Alexanderplatz), Berlin (Scholzplatz) - Brandenburg: Bad Belzig, Booßen, Brandenburg/Havel, Calau, Casekow, Cottbus, Eisenhüttenstadt, Petkus, Pritzwalk, Templin - Bremen: Bremen (Walle), Bremerhaven-Schiffdorf - Hamburg: Hamburg (Moorfleet), Hamburg (Heinrich-Hertz-Turm) - Hessen: Bad Hersfeld (Rimberg), Biedenkopf (Sackpfeife), Fulda (Hummelskopf), Frankfurt (Europaturm), Gelnhausen (Schnepfenkopf), Gießen (Dünsberg), Großer Feldberg, Hardberg, Hohe Wurzel, Hoher Meißner, Kassel (Habichtswald), Mainz-Kastel - Mecklenburg-Vorpommern: Garz (Rügen), Güstrow, Malchin, Neubrandenburg-Süd, Rostock (Toitenwinkel), Röbel, Schwerin (Zippendorf-Gr.Dreesch), Torgelow, Wismar/Rüggow, Züssow - Niedersachsen: Aurich-Popens, Braunschweig (Broitzem), Braunschweig (Drachenberg), Cuxhaven-Stadt, Dannenberg, Göttingen (Bovenden-Osterberg), Hannover (Telemax), Lingen, Lüneburg-Neu Wendhausen, Molbergen-Peheim, Osnabrück (Bramsche-Schleptruper Egge), Hildesheim (Sibbesse), Steinkimmen, Uelzen, Visselhövede, Wilhelmshaven - Nordrhein-Westfalen: Aachen (Karlshöhe), Bielefeld (Hünenburg), Bonn (Venusberg), Dortmund (Florianturm), Düsseldorf (Rheinturm), Eggegebirge, Herscheid, Hochsauerland (Hunau), Hürtgenwald-Großhau, Köln (Colonius), Langenberg, Lügde-Rischenau (Köterberg), Minden (Jakobsberg), Münster (Fernmeldeturm), Schöppingen, Siegen-Süd, Wesel - Rheinland-Pfalz: Bad Kreuznach (Schanzenkopf), Bad Marienberg (Westerwald), Bornberg, Daun (Eifel), Edenkoben (Kalmit), Heckenbach-Schöneberg (Ahrweiler), Idar-Oberstein, Kaiserslautern, Kettrichhof, Koblenz (Kühkopf), Trier (Petrisberg) - Saarland: Merzig-Merchingen, Saarbrücken (Schoksberg) - Sachsen: Chemnitz, Dresden, Geyer, Leipzig, Löbau, Neustadt, Oschatz, Schöneck, Zwickau Ost - Sachsen-Anhalt: Brocken, Burg, Dequede, Petersberg, Pettstädt (Weißenfels), Schneidlingen, Wittenberg - Schleswig-Holstein: Bungsberg, Flensburg, Heide, Helgoland, Hennstedt, Kiel (Kronshagen), Lübeck (Stockelsdorf), Schleswig, Niebüll (Süderlügum), Westerland (Sylt) - Thüringen: Bleßberg (Sonneberg), Erfurt-Hochheim, Gera, Inselsberg, Jena (Oßmaritz), Kulpenberg, Saalfeld (Remda), Lobenstein (Sieglitzberg), Weimar (Ettersberg) |
| 9B Antenne DE (D__00359)     | DAB-Block von Antenne Deutschland: - 80s80s (72 kbps) - 90s90s (72 kbps) - Absolut Bella (72 kbps) - Absolut Germany (72 kbps) - Absolut HOT (72 kbps) - Absolut Oldie (72 kbps) - Absolut TOP (72 kbps) - AIDAradio (72 kbps) - Ballermann Radio (72 kbps) - Beats Radio (72 kbps) - Brillux Radio (72 kbps) - Nostalgie (72 kbps) - Oldie Antenne (72 kbps) - RTL Radio (72 kbps) - Rock Antenne (72 kbps) - Toggo Radio (72 kbps)                                                   | 4        | ND                                          | - Baden-Württemberg: Aalen, Baden-Baden (Fremersberg), Heidelberg (Königstuhl), Heilbronn (Schweinsberg), Pforzheim (Schömberg-Langenbrand), Stuttgart (Frauenkopf) - Hessen: Fulda (Hummelskopf), Frankfurt (Europaturm), Gelnhausen (Schnepfenkopf), Gießen (Dünsberg), Großer Feldberg, Hardberg, Kassel (Habichtswald), Mainz-Kastel - Nordrhein-Westfalen: Aachen (Karlshöhe), Bonn (Venusberg), Dortmund (Florianturm), Düsseldorf (Rheinturm), Herscheid, Köln (Colonius), Langenberg, Münster (Fernmeldeturm), Siegen-Süd, Wesel - Rheinland-Pfalz: Bornberg, Daun (Boverath), Koblenz (Kühkopf), Trier (Petrisberg) - Saarland: Saarbrücken (Schoksberg) |
| 9D Mein NRW DAB+ (D__00517)  | DAB-Block von audio.digital NRW: - 80er Radio Harmony (72 kbps) - Antenne NRW (72 kbps) - bigFM (NRW) (72 kbps) - Energy NRW (72 kbps) - Kulthitradio (72 kbps) - Noxx (72 kbps) - NRW1 (72 kbps) - Oldie Antenne (72 kbps) - Radio 21 NRW (72 kbps) - Radio Bollerwagen (72 kbps) - Radio Holiday (72 kbps) - Radio Paloma (NRW) (72 kbps) - Radio Paradiso (72 kbps) - Star FM (72 kbps) - Radio Teddy NRW (72 kbps) - Schlager Radio (NRW) (72 kbps)                                | 10       | ND                                          | - Region Aachen: Aachen (Karlshöhe) - Bergisches Land: Wuppertal (Küllenhahn) - Rheinland: Bonn (Venusberg), Köln (Colonius) - Rhein-Ruhr: Düsseldorf (Rheinturm), Essen, Wesel - Ruhrgebiet: Dortmund (Florianturm) - Münsterland: Münster (Fernmeldeturm), Schöppingen - Ostwestfalen-Lippe: Bielefeld (Hünenburg), Eggegebirge, Lügde-Rischenau (Köterberg), Minden (Jakobsberg) - Südwestfalen: Herscheid, Hochsauerland (Hunau), Siegen-Süd |

Im Januar 2010 wurde die Verbreitung des WDR-Multiplexes auf Kanal 12D (229,072 MHz) eingestellt. Die Sendeleistung betrug 0,25 kW.

### Analoger Hörfunk (UKW)
| Frequenz (MHz) | Programm               | RDS PS   | RDS PI | ERP (kW) | Antennendiagramm rund (ND) / gerichtet (D) | Polarisation horizontal (H)/ vertikal (V) |
| -------------- | ---------------------- | -------- | ------ | -------- | ------------------------------------------ | ----------------------------------------- |
| 95,4           | Antenne Münster        | MUENSTER | D399   | 0,3      | ND                                         | H                                         |
| 97,5           | Deutschlandfunk Kultur | Dlf_Kult | D220   | 0,1      | D (300°)                                   | H                                         |
| 104,5          | Deutschlandfunk        | __Dlf___ | D210   | 0,3      | D (10–100°, 130–250°, 340°)                | H                                         |

### Analoges Fernsehen (PAL)
Bis zum DVB-T Umstieg in der Region Düsseldorf/Ruhrgebiet am 8. November 2004 diente der Senderstandort zur Ausstrahlung privater Programme.
| Kanal | Frequenz (MHz) | Programm                             | ERP (kW) | Sendediagramm rund (ND)/ gerichtet (D) | Polarisation horizontal (H)/ vertikal (V) |
| ----- | -------------- | ------------------------------------ | -------- | -------------------------------------- | ----------------------------------------- |
| 34    | 575,25         | VOX                                  | 0,2      | ND                                     | H                                         |
| 38    | 607,25         | RTL Television (Nordrhein-Westfalen) | 0,064    | ND                                     | H                                         |
| 51    | 711,25         | Sat.1 (Nordrhein-Westfalen)          | 1        | D                                      | H                                         |

## Technische Daten
Erbaut: 1985 bis 1986
Höhen
- Höhe des Fußpunktes über NN: 62 m

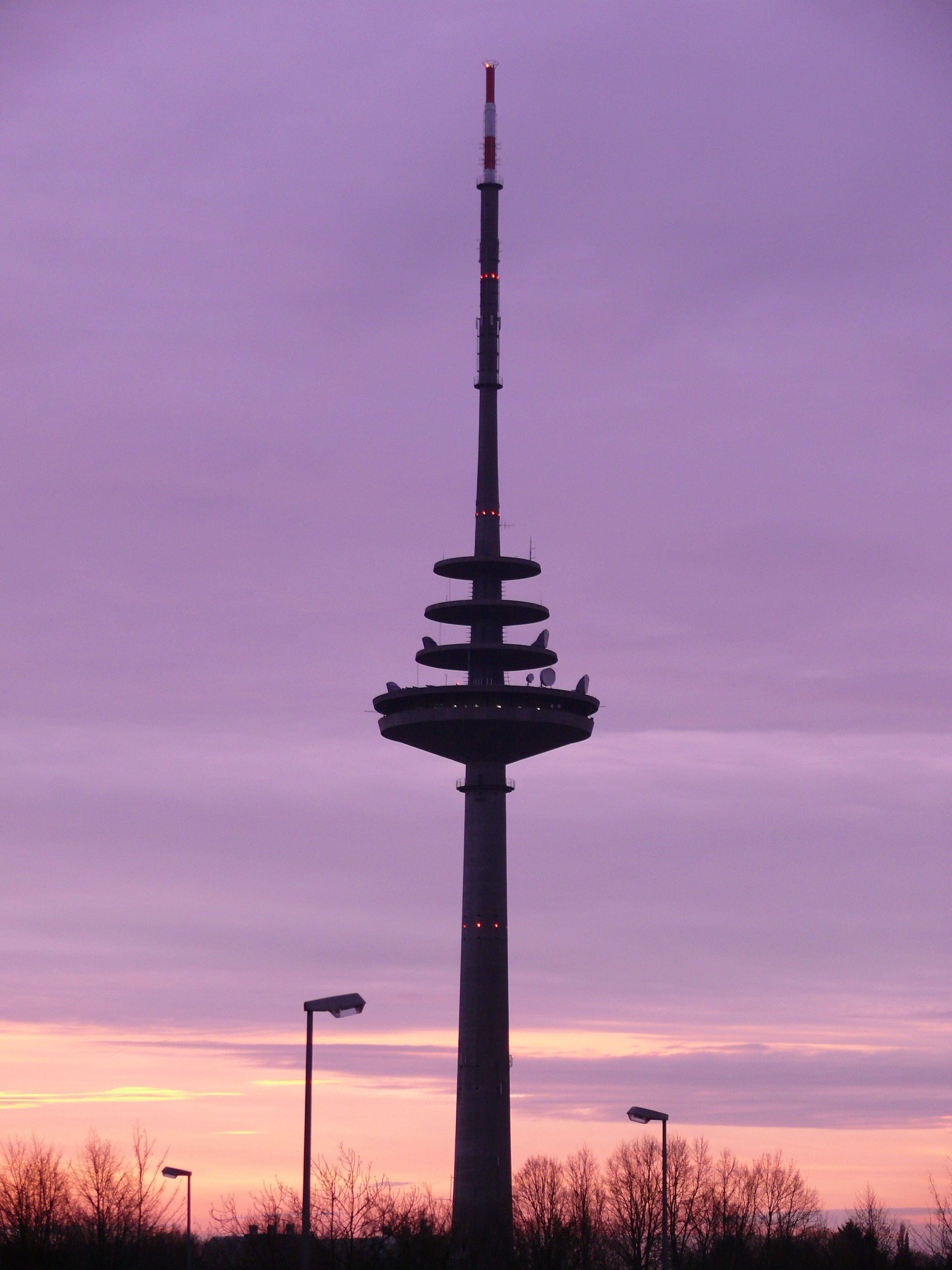
Fernmeldeturm Münster beim Sonnenaufgang

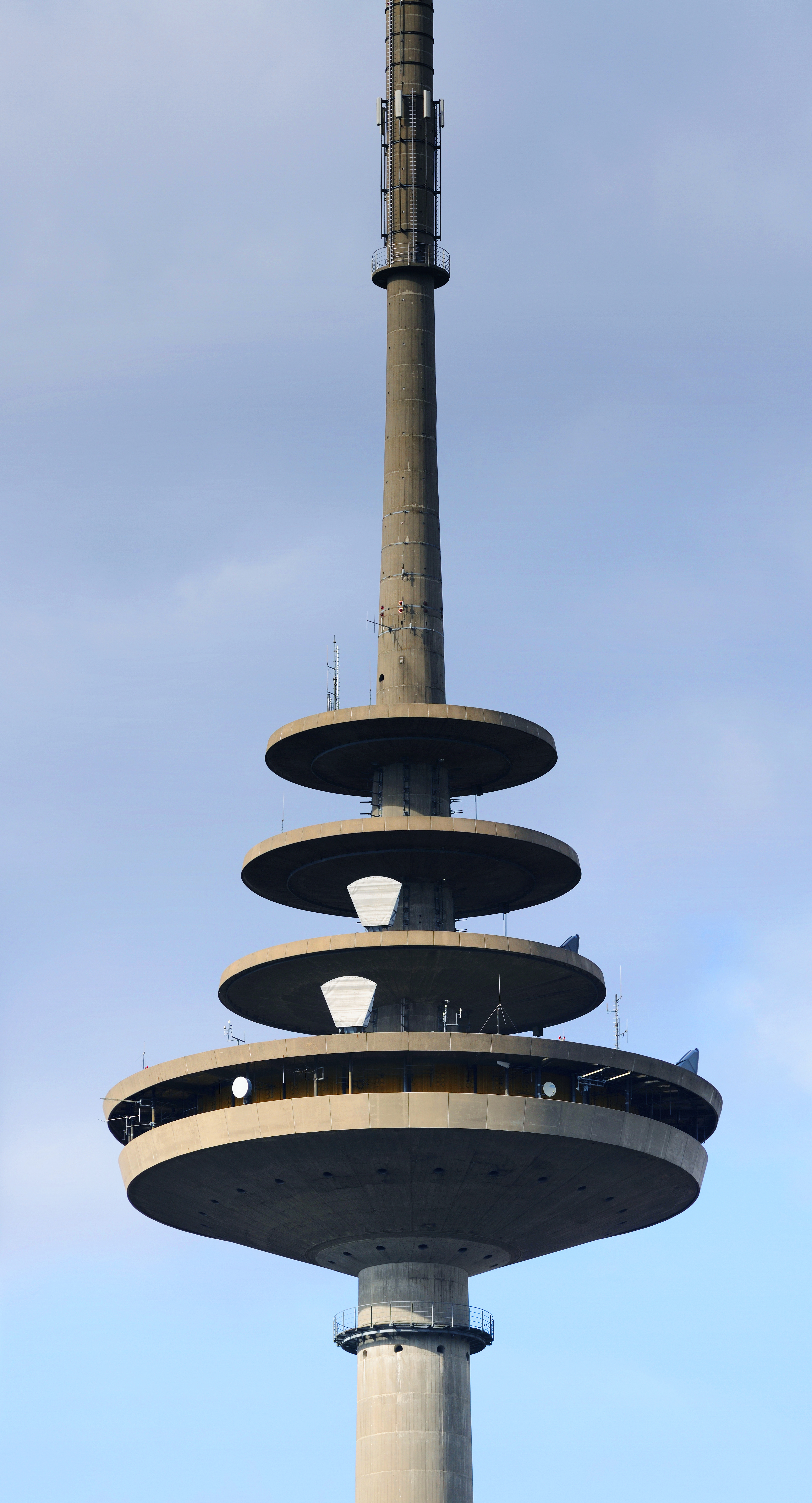
Turmkorb mit Antennenplattformen

- Höhe des Turmschaftes über Grund: 207,5 m
- Höhe des obersten Antennenträgers: 15,0 m
- Gesamthöhe über Grund: 229,5 m

Fundament
- Gründungstiefe: 8,3 m
- Außendurchmesser: 22,0 m
- Rauminhalt: 1.400 m³
- Masse: 3.500 t
- Bewehrungsstahl: 423 t

Turmschaft
- Außendurchmesser am Fuß: 13,5 m
- Wanddicke am Fuß: 0,8 m
- Außendurchmesser in Höhe der Kanzel: 7,0 m
- Wanddicke in Höhe der Kanzel: 0,67 m
- Betonmenge der Außenwand: 2.007 m³
- Masse: 5.017 t
- Bewehrungsstahl: 423 t

Oberster Antennenträger
- Außendurchmesser: 2,0 m
- Wanddicke: 0,25 m
- Betonmenge: 22 m³
- Bewehrungsstahl: 2,5 t

Turmkanzel
- Außendurchmesser an der Kegelschale: 37,12 m
- Außendurchmesser an der Brüstung: 38,2 m
- Betonmasse der Kegelschale: 709 m³
- Hubmasse der Kegelschale: 1.200 t
- Endmasse der Kegelschale: 1.600 t
- Außendurchmesser der 1. Antennenplattform: 40,12 m
- Außendurchmesser der 2. Antennenplattform: 24,96 m
- Außendurchmesser der 3. Antennenplattform: 21,96 m
- Außendurchmesser der 4. Antennenplattform: 18,96 m

Im Sommer 2018 wurde eine Betonsanierung der oberen Turmhälfte durchgeführt. Seither erscheint die Turmspitze heller als der Rest des Turmes.